# Otakar Vindyš
Otakar Vindyš (9. dubna 1884 Smíchov – 23. prosince 1949 Praha) byl český lední hokejista, který patřil mezi české hokejové mušketýry. Získal tři tituly mistra Evropy a další medaile. V roce 2010 byl uveden do Síně slávy českého hokeje.

## Život
Otakar Vindyš měl ke sportu velmi blízko již od mládí, kdy hrál tenis v klubu I. ČLTK Praha. Sport ovšem nemohl být tehdy hlavní životní náplní, čili musel také dobře studovat, aby získal titul inženýra. Od roku 1902 se ve sportovním klubu zapojil též do bandy hokeje. V obou sportech pokračoval i po přestupu do Slavie Praha.
V roce 1909 byl se svými spoluhráči členem první české výpravy, která se v Chamonix seznamovala se skutečným ledním hokejem (tehdy pro rozlišení označovaným slovem kanadský). Vindyš zde působil ještě v útoku. Na mistrovství Evropy v roce 1911 již ovšem získal titul jako obránce. Na tomto postu potom působil až do konce kariéry. Reprezentoval i po vzniku Československa až do svých 40 let. Zúčastnil se také Letních olympijských her 1920 (turnaj byl zároveň i prvním mistrovstvím světa; získal zde bronz) a prvních zimních olympijských her. Pouze z poslední jmenované reprezentační akce si nepřivezl žádnou medaili. Ve 26 reprezentačních zápasech vstřelil 9 gólů.
Jeho otec Josef Vindyš byl úspěšný podnikatel, který vlastnil firmu vyrábějící a exportující tělocvičné nářadí, od roku 1910 sídlící v Radotíně u Prahy. Tu Otakar po jeho smrti roku 1913 převzal, záhy ji však po několika letech přivedl k úpadku.
Ještě v roce 1936 však pomáhal Slavii v její první a na dlouhou dobu i poslední prvoligové sezóně.

## Galerie

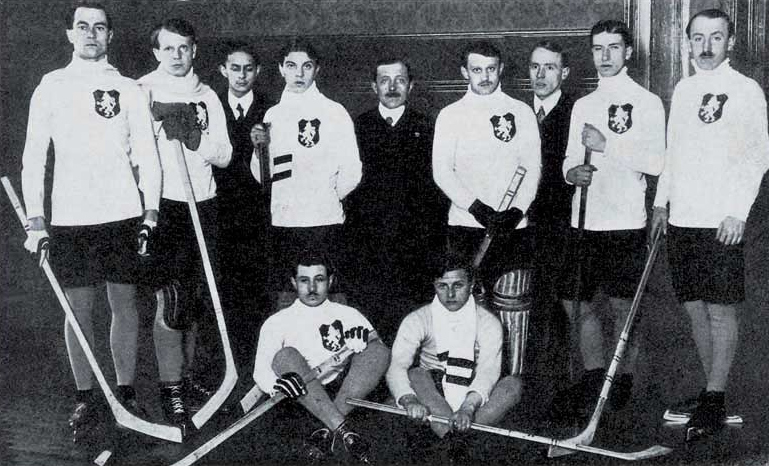
Česká hokejová reprezentace na ME 1911, Otakar Vindyš stojící druhý zleva